# Adieu pays
Pour plus de détails, voir Fiche technique et Distribution.
Adieu pays est un film français réalisé par Philippe Ramos, sorti en 2003.

## Fiche technique
- Titre : Adieu pays
- Réalisation et scénario : Philippe Ramos
- Musique : Maxime Carette
- Photographie : Emmanuel Soyer
- Société de production : Sésame Films
- Pays d'origine :  France
- Format : couleur
- Genre : Western et comédie dramatique
- Durée : 85 minutes (1 h 25)
- Dates de sortie : 
  -  France : 20 janvier 2003 (Festival international du film d'Angers) / 9 avril 2003 (sortie nationale)

## Distribution
- Anne Azoulay : Carole Berthoulot
- Philippe Garziano : Vincent Nortier
- Frédéric Bonpart : Serge Nortier
- Marc Voinchet : Le maire